# Следопыт (фильм, 1987)
«Следопы́т» — советский приключенческий широкоформатный фильм режиссёра Павла Любимова, снятый по мотивам одноимённого романа Джеймса Фенимора Купера. Премьера фильма состоялась в 1987 году. «Следопыт, или На берегах Онтарио» — третья часть литературной пенталогии о Натаниэле Бампо. Последняя роль в кино Андрея Миронова (актёр снимался в течение трёх дней в июле 1987 года).

## Сюжет
1758 год. Семилетняя война в самом разгаре, но бои между противниками идут не только в Европе, но и за океаном. Англия и Франция делят Новый Свет, используя в своих интересах североамериканских индейцев. Французский шпион, маркиз Санглие (Андрей Миронов) подговаривает сенеков встать на тропу войны, напасть на английский форт и завладеть запасами пороха. Согласно плану, сенеки выкрадут Мейбл (Анастасия Немоляева), дочь сержанта Дунгама (Юрий Авшаров), направляющуюся к отцу, а пока солдаты будут искать её в лесах, индейцы захватят пустующий форт. Однако Дунгам высылает навстречу дочери Следопыта (Андрейс Жагарс) и капитана Джаспера Уэстерна (Игорь Рогачёв), которые срывают планы сенеков.
Мейбл благополучно добирается до форта. Индеец Ароухед (Александр Глазун) приносит коменданту сообщение от Санглие: выясняется, что комендант Крэгг (Эммануил Виторган) — предатель. Комендант предлагает предпринять боевую вылазку в тыл сенекам, чтобы оставить форт без защиты, а прежде устроить турнир по стрельбе — для поднятия боевого духа. Победителем в соревновании становится молодой Джаспер Уэстерн. Полученную в качестве приза французскую шляпку он преподносит Мейбл. Ароухед с Июньской Росой (Алла Плоткина) инсценируют похищение дочери сержанта, чтобы на украденной лодке плыть к сенекам и предупредить их о пустой крепости.
Желая опередить Ароухеда, часть гарнизона отправляется в поход. Силы, оставшиеся защищать форт, весьма невелики. Ударная часть гарнизона, прибыв на стоянку индейцев, находит только пустые вигвамы. Сенеки же уничтожают оставшихся в лагере солдат и захватывают крепость. Мейбл укрывается в блокгаузе. В лагерь возвращается Следопыт и обнаруживает, что форт занят индейцами. Вступив в бой, он добирается до блокгауза и оттуда подаёт знак возвращающемуся с пустой стоянки сенеков судну англичан. Гарнизон выбивает индейцев и возвращает крепость. Предатель Крэгг мёртв. Джаспер признаётся в любви Мейбл, но дочь сержанта выбирает Следопыта.

## В ролях
- Андрейс Жагарс — Натти Бампо, «Следопыт» (озвучил Сергей Малишевский)
- Анастасия Немоляева — Мейбл Дунгам
- Георгий Юматов — Кап
- Юрий Авшаров — сержант Дунгам
- Андрей Миронов —  маркиз Санглие (озвучил Алексей Неклюдов)
- Игорь Рогачёв — Джаспер Уэстерн
- Эммануил Виторган — комендант Джордж Крэгг
- Александр Глазун — Ароухед
- Евгений Евстигнеев — сахем племени сенеков
- Алла Плоткина — Июньская Роса
- Кирилл Авениров — Ункас (озвучил Александр Рыжков)
- Татьяна Аугшкап — Дженни
- Сергей Ковалёв — Сэнди
- Владимир Прянчин (нет в титрах)
- Виктор Мосиенко (нет в титрах)

## Съёмочная группа
- Автор сценария и режиссёр-постановщик — Павел Любимов
- Главный оператор — Анатолий Гришко
- Главный художник — Олег Краморенко
- Художник по костюмам — Нина Яциневичус
- Композитор — Юрий Саульский
- Звукооператор — Алексей Разорёнов
- Монтаж — Тамара Беляева
- Художник-гримёр — Валентина Мотящева
- Операторы — Александр Тарасов и Вячеслав Сачков
- Директор картины — Виктор Решетов

## Дополнительные факты
- Андрей Миронов снимался только три дня и не успел завершить работу над ролью Санглие, умерев до окончания съёмок[1]. В результате роль Санглие пришлось урезать до нескольких эпизодов уже в ходе съёмочного процесса, и очень сильно менять сам сценарий. Так, в начале фильма персонаж Миронова — одно из главных действующих лиц, а в середине он просто исчезает из сюжета без видимых причин. Финал фильма в итоге также переделан. Главными злодеями по изменённому сценарию сделали капитана Крэгга и Ароухеда, увеличив их роли.
- Из-за изменения сценария, также пострадала роль Евгения Евстигнеева (сахем сенеков), так как предполагалось, что он будет взаимодействовать с Санглие. Из-за «ликвидации» маркиза, сахем также исчезает из сюжета в середине фильма без объяснения причин. Сахем был не последним «пострадавшим». Из фильма исчез безымянный спутник-аббат Санглие, были обрезаны и без того короткие роли офицеров форта и их жён.
- Именно сильно изменённым и переписанным сценарием, как правило, объясняют слабый успех фильма, чей сюжет стал скомканным и местами затянутым. К недостаткам также относили низкий бюжет и неопытность некоторых актёров, например, Андрейса Жагарса.
- При озвучивании фильма Санглие заговорил голосом Алексея Неклюдова[2]:

Андрей Миронов не успел, к сожалению, не успел досняться и озвучить свою роль в «Следопыте». Мне дали послушать «рабочий голос» (тот, что записывает камера) с шумами, посторонними звуками. Голос Миронова было не узнать: низкий, тихий… просто мурашки по коже. Андрей уже сильно болел. А когда его не стало, сценарий фильма переделали так, что персонаж Миронова в середине картины исчезает. А то, что Андрей Александрович успел сыграть, попросили озвучить меня. Я спросил режиссёра: «Вы хотите, чтобы я говорил голосом того Миронова, который снимался в „Следопыте“, или мне постараться воспроизвести его обычный бодрый голос?» Мы ещё раз прослушали запись, и Любимов говорит: «Нет уж, давайте говорите тем голосом, к которому все привыкли». Режиссёр всё время добавлял роль Миронова, писал текст даже к тем кадрам, где его персонаж появлялся на дальних планах, — ведь каждый кадр стал дорог! Когда состоялся просмотр картины, многие даже не поняли, что это я озвучиваю. Значит, всё было правильно сделано. И я сразу сказал, чтобы в титры мою фамилию не вносили.

- Музыку Юрия Саульского в фильме исполнил Государственный симфонический оркестр кинематографии СССР, дирижировал Сергей Скрипка.
- В прологе фильма показываются батальные сцены оловянных солдатиков в мундирах стран-участниц Семилетней войны, а также фигурки четырёх монархов: Фридриха II, Людовика XV, Марии Терезии и Георга II. Фигурки русской императрицы Елизаветы нет. «Игрушечная» батальная сцена была вставлена для понимания зрителем контекста событий и ограниченности бюджета фильма.
- Чингачгук, который представлен в романе «Следопыт» соратником Натаниэля Бампо, в фильме полностью отсутствует. Он заменён на собственного сына, Ункаса, и сильно омоложён (Ункас сделан мальчиком-подростком). По книгам Купера, к тому времени Ункас уже погиб в предыдущем романе — «Последний из могикан». Сам Бампо изрядно омоложен по сравнению с романом (в книге ему более 40 лет).
- Любовная история, описанная Фенимором Купером, выглядит несколько иначе: Следопыт безответно влюбился в Мэйбл, а не наоборот, как показано в фильме. Финал романа в любовном смысле также изменён на противоположный — в книге Следопыт сознательно уступает своё место Джасперу, понимая, что Мэйбл влюблена в его более молодого друга.